# Seututie 965
Pour les articles homonymes, voir Route 965.
La route régionale 965 (finnois : Seututie 965) est une route régionale allant de Pelkosenniemi à Salla en Finlande.

## Description
La route régionale 965 est une route régionale d'une longueur de 98 kilomètres.
La route régionale 965 part de Pelkosenniemi, traverse Savukoski et se termine à Kelloselkä dans la municipalité de Salla.

## Parcours
- Pelkosenniemi
  - village de Pelkosenniemi (Valtatie 5,
- Savukoski
  - village de Savukoski (Seututie 967)
- Salla
  - Saija
  - Kotala (Yhdystie 9651)
  - Kelloselkä (Kantatie 82)